# Altay (tanque de batalha principal)
O Altay é um carro de combate principal de >3ª ou 4ª geração turco semelhante ao K2 Black Panther sul-coreano. Além de ser o primeiro originário da Turquia, é um dos carros de combate mais modernos da atualidade e foi nomeado em homenagem ao Ex-General do Exército Fahrettin Altay, que comandou o 5º Corpo de Cavalaria na Guerra de Independência.

## História
A ideia de desenvolver e produzir um carro de combate principal localmente remonta os meados dos anos 90, por volta de 1996 – 1999, quando as Forças Armadas Turcas começaram a carecer de um novo blindado para a sua frota. Tal necessidade levou a que, em 1999, fosse tomada a decisão de concretizar um projeto específico para este futuro blindado.
Em 2000, a pedido do Estado-Maior da Turquia, foi lançado um concurso para selecionar um tanque estrangeiro para produção local, onde os blindados trazidos pelos contestantes foram testados por um período de dois anos.
Em 2004, o Secretariado das Indústrias Bélicas escolheu três empresas nacionais e solicitou que estas estabelecessem o BOF A.Ş. e foi preparado um relatório sobre a possibilidade de produzir um tanque único do país.

### 1ª Fase - Desenvolvimento do Altay[36]
Em 2007, sobre um contrato assinado entre a Otokar e o Secretariado das Indústrias Bélicas, deu-se início ao projeto e desenvolvimento daquele que viria a ser o tanque turco denominado de Altay, um projeto que teria como iniciativa fortalecer a autonomia tecnológica militar nacional. O design foi influenciado pelas experiências e conhecimentos técnicos de ambas a Otokar e a sul-coreana Hyundai Rotem, desenvolvedora do K2 Black Panther.
Uma ilustração 3D foi revelada ao público em agosto de 2010 e, dois anos mais tarde, foi a vez do primeiro protótipo do Altay do qual foi posto em extensos testes e avaliações.
Foi realizada a cerimônia do primeiro protótipo e contou-se com a presença de Recep Tayyip Erdoğan, na altura primeiro-ministro, e foi hospedada pelo presidente da Koc Holding, Mustafa Koç; o 28º General, Necdet Özel; o Ministro da Defesa, na altura İsmet Yılmaz; o General Hayri Kıvrıkoğlu; o Secretário das Indústrias Bélicas, Murad BAYAR; Kudret Önen, chefe da Koc Holding grupo de Indústrias de Defesa e presidente do conselho da Otokar; Halil Unver, vice-presidente da Otokar e Serdar Gorguc, e o gerente geral da Otokar.
Mais tarde, a empresa turca Aselsan foi selecionada para projetar e produzir os protótipos dos subsistemas eletrônicos, como o sistema de controlo de disparo e o C3I. Citando que esta também desenvolveu e produz atualmente a estação de arma remota SARP, um dos armamentos secundários.
Em dezembro de 2014, a Otokar fez um anúncio à bolsa de valores após várias alegações, por parte da mídia, de que o Altay poderia ser exportado para o Omã.
Em agosto de 2016, a Aselsan fez a sua última oferta ao Secretariado das Indústrias Bélicas para a produção em massa do Altay, mas sem sucesso.
Em 2017, os protótipos completaram os seus testes e foram entregues ao Secretariado da Indústria da Defesa.

### 2ª Fase - Produção do Altay[47]
Em abril de 2018, a empresa BMC venceu o contrato para a continuação do desenvolvimento e respetiva produção e, em novembro do mesmo ano, recebeu oficialmente um contrato de produção para o Exército Turco.
O Secretariado das Indústrias Bélicas anunciou, em janeiro de 2020, a produção local do motor Batu para o Altay.
Em janeiro de 2021, a BMC revelou um novo design do tanque em uma demonstração ao vivo nas suas instalações.
Em 23 de março de 2023, a BMC entregou dois "New Altay" às Forças Armadas Turcas e estes entraram oficialmente no serviço ativo em 23 de abril de 2023.
A produção em massa deu início em 2024.

## Descrição
Devido à assistência tecnológia prestada pela Hyundai à BMC para o desenvolvimento e produção dos modelos iniciais, o Altay é baseado no K2 Black Panther sul coreano, do qual partilha várias tecnologias.
Se comparando com o K2 Black Panther, tais modelos iniciais incorporavam um canhão CN08 de 120 mm sul coreano com estabilizadores melhorados, uma armadura mais pesada e com aprimoramentos para proteção em cenários de armas de destruição em massa, como guerra química, biológica, radiológica e nuclear (CBRN) e ainda um sistema de frenagem também melhorado para aumentar a sua aceleração e desaceleração de modo a contornar mísseis antitanque. As variantes T1 e T2 do Altay são descritas como muito semelhantes. Outras diferenças para com o tanque sul coreano são o chassis reforçado, a torre redesenhada pela Turquia e suspensão de 7x7 rodas sobre lagartas em vez de 6x6 como no K2 Black Panther.
O seu layout é convencional, pois o motor localiza-se na parte anterior do casco, o piloto na frente e o compartimento de combate no centro. Quanto à posição de cada membro da equipe de combate no respetivo compartimento, nas versões T1 e T2 (T3 possui recarga automática), o carregador situa-se na esquerda e o artilheiro na direita juntamente com o comandante, porém o artilheiro fica numa posição posterior e inferior ao comandante.

### Proteção
Além da armadura ser mais pesada que a do seu relativo, esta é nacional e caracteriza-se por ser modular, composta, reativa, contar com uma jaula para o motor e, anteriormente mencionado, apta para proteger contra contaminação de armas de destruição em massa, porém mostra-se eficiente mesmo na configuração leve. A armadura também fornece proteção balística e defesa contra estilhaços.
Ainda estão presentes diversos sistemas dos quais complementam a sua proteção, sendo um deles de proteção ativa para suprimir projéteis inimigos como mísseis antitanque, sistema de detecção a laser e alerta, reconhecimento e identificação em campo de batalha, detecção de contaminação por armas de destruição em massa, supressão de incêndio e explosão, suporte de vida para a tripulação e possíveis demais e ainda um sistema de cortina de fumaça para ocultar o blindado perante o inimigo.
Também há um kit adicional para conter explosões de minas antitanque.

## Variantes

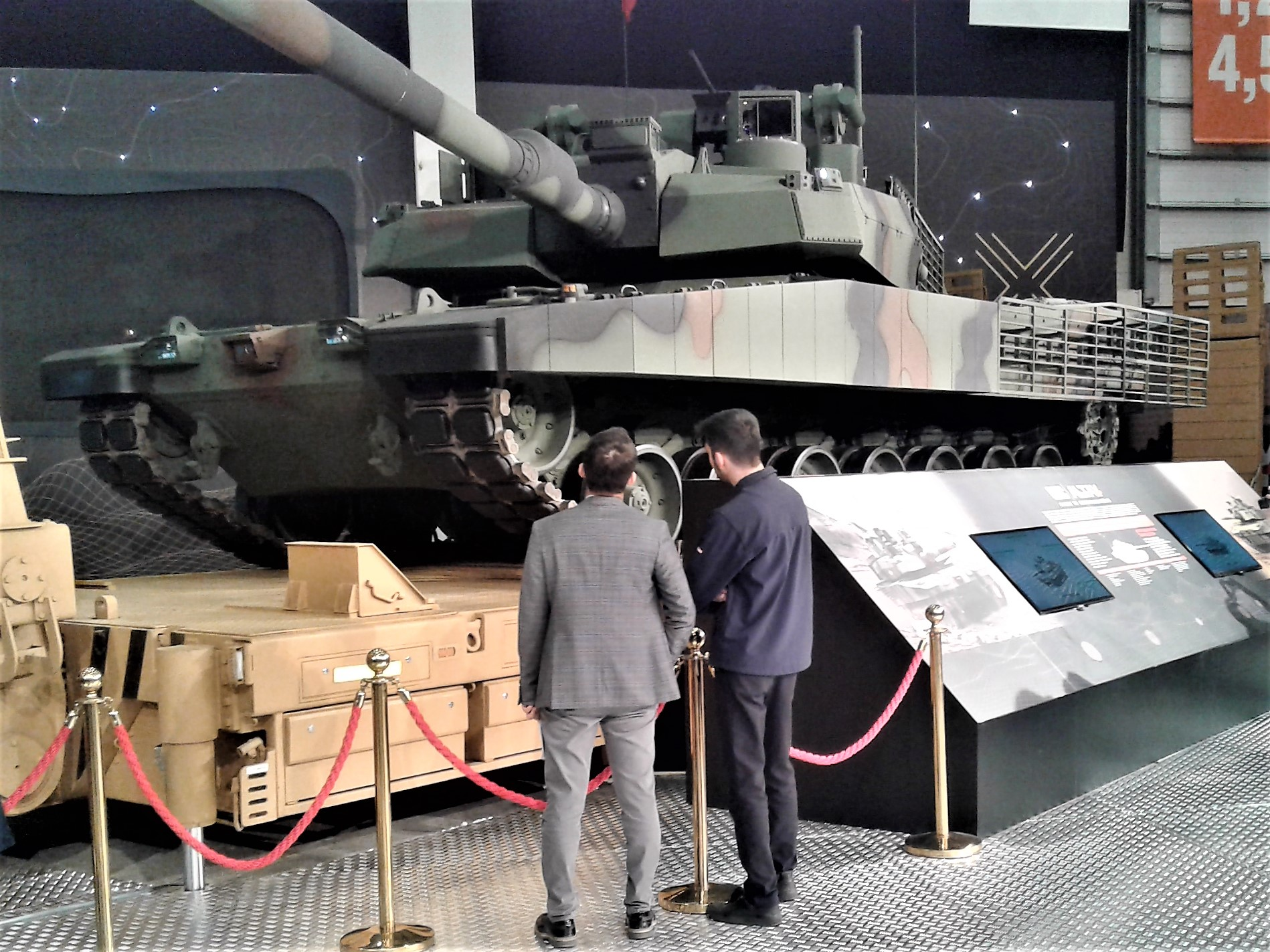
Demonstração do Altay T1

- Altay T1 – protótipo, não será produzido em série.
- Altay T2 – variante fortemente modificada e concebida para produção em massa. Conta com uma nova armadura, capacidade de disparo guiado a laser, modo de treino de tripulação e rede de camuflagem.[62]
- Altay T3 – com qualificação prevista para 2024, terá uma torre não tripulada com recarga automática.[63]

## Operadores

### Futuros:
- Forças Terrestres Turcas – 2 unidades entregues pela BMC em 23 março de 2023, das quais entraram no serviço ativo no mês seguinte.[53] Pretende construir inicialmente 250 unidades. Planos para 1000 unidades totais divididas em quatro lotes de 250.[64]

- Qatar Força Terrestre Emiri do Catar – 100 unidades encomendadas no total, 40 delas serão entregues no primeiro lote.[65]

#### Blindados semelhantes:
- K2 Black Panther (Coreia do Sul, o Altay partilha algumas características)
- Leclerc (França)
- Type 10 (Japão)

#### Páginas relacionadas:
- Carro de combate
- Lista de veículos blindados de combate por país
- Exército da Turquia